# 国土形成計画
国土形成計画（こくどけいせいけいかく）とは、国土形成計画法に基づき、国土の自然的条件を考慮して、日本の経済、社会、文化等に関する施策の総合的見地から国土の利用、整備及び保全を推進するために定められる総合的かつ基本的な計画。
国土形成計画法に基づく最初の国土形成計画全国計画は、2008年7月に閣議決定された。その後、2015年8月に第2次の、2023年7月に第3次の国土形成計画全国計画が閣議決定された。
国土交通省には、この事務を専門的に担当するために国土政策局が置かれている。

## 概要
国土形成計画は、日本全国の区域について定める全国計画と、ブロック単位の地方ごとに定める広域地方計画から構成される。
一般に、国土計画は、土地、水、自然、社会資本、産業集積、文化、人材等によって構成される国土の望ましい姿を示す長期的、総合的、空間的な計画を指す。
日本の戦後の国土計画は、1962年（昭和37年）に策定された第1次全国総合開発計画以来、国土総合開発法に基づく全国総合開発計画を中心として展開されてきた。しかし、人口減少時代を迎え、新たな時代の要請に的確に対応した国土計画制度とするため、2005年（平成17年）の第162回通常国会において同法が抜本的に改正され、全国総合開発計画に代えて新たに国土形成計画が策定されることとなった。

## 国土計画制度の改革

### 改革の背景
これまで5次にわたり策定されてきた全国総合開発計画は、「国土の均衡ある発展」を目標に、その時々の要請に応じた諸問題の解決に向けて策定、推進されてきた。戦後半世紀を経て、国土全体では工場・教育機関等の地方分散、中枢・中核都市の成長が図られ、戦後から今日まで長期的にみれば、大都市への急激な人口流入傾向が収束に向かい、地域間の所得格差もかなり縮小されるに至っている。また地域的にみても、都市においては公害の防止と混雑緩和の兆しが見られ、地方圏においては公共施設整備がゆきわたるとともに整備水準の向上が図られたことなど、生活環境の改善も大きく進んでいる。こうした充実に伴い、国民には国土の美しさや地域の個性ある文化の創造、自然との共生に関心を向けるゆとりが生まれてきている。
しかしながら、今なお東京と太平洋ベルト地帯に偏った一極一軸構造が是正されているとは言い難い。地方圏では多くの地域が過疎に苦しみ、地方都市では中心市街地の空洞化が大きな問題となっている。一方、大都市では防災上､居住環境上の課題を抱えている密集市街地の整備改善などの課題が残されている。さらに、都市郊外部での市街地の拡大・拡散や農山村での周辺との調和に欠けた土地利用に伴い国土全体の景観が混乱し、土壌汚染、水質汚染、不法投棄が社会問題化している。2005年（平成17年）に人口が減少に転じたこともあり、国民の間で将来に対する不安が拡大している。
国土政策上も、前述の課題に加え、地域社会の維持が困難な地域の拡大、農地の急激な荒廃や適正に管理されていない森林の増大などの喫緊の課題が表面化しつつある。また、国際的には、東アジア経済圏が急速に台頭しており、日本が21世紀中も経済社会の活力を維持・発展させていくためには、東アジア諸国との緊密な連携が極めて重要となる。これらの国内的、国際的な喫緊の課題に適切に対処するため、国土計画において、国土及び国民生活の将来の姿を明確に示すことが求められていることが改革の背景となっている。

### 改革のポイント
日本の国土政策の根幹を定める全国総合開発計画の根拠法である国土総合開発法は、制定された昭和25年当時の社会経済情勢等を背景に、開発を基調とした量的拡大を志向したものとなっていた。このため、地方分権や国内外の連携に的確に対応しつつ、国土の質的向上を図り、国民生活の安全・安心・安定の実現を目指す成熟社会にふさわしい国土のビジョンを提示する上で、計画制度を抜本的に見直されることとなった。改革のポイントは、以下のとおりである。
1. 量的拡大を図る「開発」を基調としたこれまでの国土計画から、国土の質的向上を図るため、計画対象事項を見直し、国土の利用、整備及び保全に関する施策を総合的に推進する国土計画に改編した。
2. 国土計画の策定プロセスにおける多様な主体の参画を図るため、地方公共団体からの計画提案制度や国民の意見を反映させる仕組みを設けた。
3. 全国計画のほか、ブロック単位ごとに、国と都府県等が適切な役割分担の下相互に連携・協力して策定する広域地方計画を創設し、地域の自律性の尊重及び国と地方公共団体のパートナーシップの実現を図る。
4. 国土計画体系を簡素化・一体化することにより、わかりやすい国土計画体系に再編した。

## 新たな国土計画制度の概要

### 国土形成計画の定義
- 「国土形成計画」とは、国土の利用、整備及び保全（以下「国土の形成」という。）を推進するための総合的かつ基本的な計画で、次に掲げる事項に関するものをいう。

1. 土地、水その他の国土資源の利用及び保全
2. 海域の利用及び保全（排他的経済水域及び大陸棚に関する事項を含む。）
3. 震災、水害、風害その他の災害の防除及び軽減
4. 都市及び農山漁村の規模及び配置の調整並びに整備
5. 産業の適正な立地
6. 交通施設、情報通信施設、科学技術に係る研究施設その他の重要な公共的施設の利用、整備及び保全
7. 文化、厚生及び観光に関する資源の保護並びに施設の利用及び整備
8. 国土における良好な環境の創出その他の環境の保全及び良好な景観の形成[1]

- 国土形成計画は、「全国計画」と「広域地方計画」とする。

### 国土形成計画の基本理念
- 人口及び産業の動向その他の社会経済構造の変化に的確に対応し、ア）特性に応じて自立的に発展する地域社会　イ）国際競争力の強化及び科学技術の振興等による活力ある経済社会　ウ）安全が確保された国民生活　エ）地球環境の保全にも寄与する豊かな環境　の基盤となる国土を実現するよう、我が国の国土に関する諸条件を維持向上させる国土の形成に関する施策を、国内外の連携の確保に配意しつつ、適切に定めること。
- 地方公共団体の主体的な取組を尊重しつつ、全国的な規模で又は全国的な視点に立って行わなければならない施策の実施その他の国が本来果たすべき役割を踏まえ、国の責務が全うされること。[1]

### 全国計画
- 計画内容
  - 総合的な国土の形成に関する施策の指針となるべきものとして、①基本的な方針、②目標、③全国的な見地から必要とされる基本的な施策について定める。
  - 環境の保全に関する国の基本的な計画との調和が保たれたものとする。
- 作成手続
  - 国土交通大臣は、国民の意見を反映させるために必要な措置を講ずるとともに、関係行政機関の長に協議し、都道府県・政令指定都市の意見を聴き、国土審議会の調査審議を経て、計画の案を作成し、閣議の決定を求める。
  - 国土利用計画全国計画と一体のものとして作成することとする。
- 全国計画に係る政策の評価
  - 全国計画作成後一定期間経過したときには、政策評価法に基づく政策評価（政策レビュー）を行うこととする。
- 全国計画に係る提案等
  - 都道府県・指定都市は、全国計画又はその変更の案の作成について、素案を添えて、国土交通大臣に対し提案することができる。
  - 国土交通大臣は、提案を踏まえた案の作成をしないときは、国土審議会の意見を聴いた上で、その旨及び理由を当該都道府県・指定都市に通知する。

### 広域地方計画
- 複数の都府県に跨り、一体として総合的な国土の形成を推進する必要がある次に掲げる区域（広域地方計画区域）について、広域地方計画を定める[2][3]。

1. 東北圏：青森県、岩手県、宮城県、秋田県、山形県、福島県、新潟県
2. 首都圏：茨城県、栃木県、群馬県、埼玉県、千葉県、東京都、神奈川県、山梨県
3. 北陸圏：富山県、石川県、福井県
4. 中部圏：長野県、岐阜県、静岡県、愛知県、三重県
5. 近畿圏：滋賀県、京都府、大阪府、兵庫県、奈良県、和歌山県
6. 中国圏：鳥取県、島根県、岡山県、広島県、山口県
7. 四国圏：徳島県、香川県、愛媛県、高知県
8. 九州圏：福岡県、佐賀県、長崎県、熊本県、大分県、宮崎県、鹿児島県

北関東・磐越5県においては分科会を設置。北陸圏と中部圏、中国圏と四国圏においては合同協議会を設置。
- 計画内容
  - 広域地方計画区域における国土の形成に関する (1) 方針、(2) 目標、(3) 広域の見地から必要とされる主要な施策（特に必要があると認められる区域外にわたるものを含む）を定める。
- 作成手続
  - 国土交通大臣は、国民の意見を反映させるために必要な措置を講ずるとともに、広域地方計画協議会における協議を経て、関係行政機関の長に協議して計画を作成する。
- 広域地方計画協議会
  - 広域地方計画及びその実施に関し協議するため、広域地方計画区域ごとに国の地方支分部局、関係都府県、関係指定都市からなる協議会を設ける。
  - 協議会は、区域内の市町村、区域に隣接する地方公共団体その他密接な関係を有する者を協議会に加えることができる。
- 広域地方計画に係る提案等
  - 市町村は、広域地方計画の策定又は変更について、素案を添えて、都府県を経由して国土交通大臣に対して提案することができる。
  - 国土交通大臣は、提案を踏まえた変更をしないときは、協議会の意見を聴いた上で、その旨及び理由を当該市町村に通知する。

### 水資源・防災分野の位置づけ
2015年改定の国土形成計画では、気候変動に伴う豪雨災害の頻発を背景に、水資源の確保と洪水リスク軽減を両立させる施策が盛り込まれた。特に流域治水の推進、老朽化したダム施設の再編、地下水管理の強化が重点事項とされた。

## 国土形成計画（第1次）

### 全国計画の策定[6]
全国計画については、2005年（平成17年）9月、国土審議会に計画部会が設置され、本格的な検討が開始された。同年10月には、主要な計画課題と考えられる5つの分野（ライフスタイル・生活、産業展望・東アジア連携、自立地域社会、国土基盤、持続可能な国土管理）のそれぞれについて、計画部会に専門委員会が設置された。このような体制で調査審議を進め、2006年（平成18年）11月には、これまでの検討状況が「計画部会中間とりまとめ」として国土審議会へ報告された。
その後、都道府県・政令指定都市からの計画提案も踏まえて、2007年11月に計画部会の最終報告がとりまとめられ、さらにパブリックコメント等の手続きを経て、2008年（平成19年）2月に国土審議会から答申が行われた。
国土形成計画全国計画は、2008年7月4日、福田康夫内閣において閣議決定された。

### 広域地方計画の策定
広域地方計画については、計画の策定に先立ち政令で広域地方計画区域を定める必要があったことから、2005年9月、国土審議会に圏域部会が設置されて地域ブロックの区分の在り方について検討され、2006年7月に広域地方計画区域が定められた。この区域に基づき広域地方計画は、全国計画策定の1年後の2009年8月に国土交通大臣により決定された。

## 第二次国土形成計画
第二次国土形成計画（全国計画）は、2015年8月14日、安倍晋三内閣(3次）において閣議決定された。
この計画は、その前年7月にとりまとめた「国土のグランドデザイン2050」等を踏まえて、急激な人口減少、巨大災害の切迫等、国土に係る状況の大きな変化に対応した、概ね10年間の国土づくりの方向性を定めた。この計画では、国土の基本構想として、それぞれの地域が個性を磨き、異なる個性を持つ各地域が連携することによりイノベーションの創出を促す「対流促進型国土」の形成を図ることとし、この実現のための国土構造として「コンパクト＋ネットワーク」の形成を進めることとした。
8地域の広域地方計画については、翌2016年3月に国土交通大臣により決定された。

## 第三次国土形成計画
第三次国土形成計画（全国計画）は、2023年7月28日、岸田文雄内閣（2次）において閣議決定された。
この計画は、「時代の重大な岐路に立つ国土」として、人口減少等の加速による地方の危機や、巨大災害リスクの切迫、気候危機、国際情勢を始めとした直面する課題に対する危機感を共有し、こうした難局を乗り越えるため、総合的かつ長期的な国土づくりの方向性を示すものとして策定された。
この計画では、目指す国土の姿として「新時代に地域力をつなぐ国土」を掲げ、「デジタルとリアルの融合による活力ある国土づくり」、「巨大災害、気候危機、緊迫化する国際情勢に対応する安全・安心な国土づくり」、世界に誇る美しい自然と多彩な文化をはぐくむ個性豊かな国土づくり」を基本的な方向性とした。
その実現に向けた国土構造の基本構想としては、「シームレスな拠点連結型国土」の構築を図ることとした。これは、第二次計画の「コンパクト+ネットワーク」をさらに深化・発展させながら、デジタルの活用により場所や時間の制約を克服した国土構造へと転換することを意図したものである。